# بهره

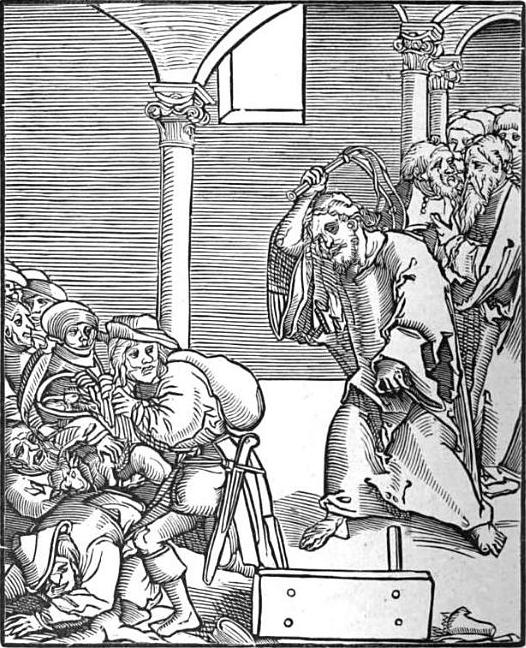
عیسی نزول‌خوارها را از معبد بیرون می‌کند

پولی که وام‌گیرنده از بابت استفاده کردن از پول‌های وام‌دهنده به او پرداخت می‌کند را بهره می‌گویند. به بیان دیگر، «بهره» بهای پول وام گرفته شده‌است.
اگر وام‌گیرنده (فرد یا بنگاه اقتصادی) مبلغی پول برای مدتی معین وام بگیرد، مبلغی را که در آینده باید به وام‌دهنده بازپرداخت کند، معمولاً بیش از مبلغ دریافتی نخستین خواهد بود. این پرداخت اضافی، "بهره" نام دارد که می‌توان آن را به صورت نسبت "تفاوت مبلغ دریافتی و مبلغ بازپرداخت شده در پایان یک دوره معین" به "کل مبلغ دریافتی" بیان کرد. بدین‌سان که اگر مبلغ ۱۰۰ ریال وام داده شود و در پایان سال ۱۰۵ ریال دریافت گردد، نرخ بهره سالانه برابر با ۵ درصد خواهد بود.

## نرخ بهره
بهره عبارت است از هزینه‌ای که بابت جبران یا جلوگیری از کاهش ارزش پول پرداختی در امروز و دریافتی در آینده (به‌دلیل نرخ تورم) به وام دهنده پرداخت می‌شود یا هزینه ای که بابت استفاده از پول طی مدتی مشخص که معمولاً یک سال است پرداخت می‌شود. در شرایط متعارف بازار، به منظور جبران فرصت‌های سرمایه‌گذاری بهتر آن است که وام دهنده مبلغی به عنوان حداقل سود مورد انتظار وام‌دهنده به نرخ تورم اضافه کرده آن را پرداخت کند. اما فیشر نرخ بهره را اینطور تعریف می‌کند: نرخ بهره عبارتست از: پاداش پرداختی بر روی پول، بر حسب پول در تاریخ معین که معمولاً یکسال بعد از تاریخ معین است.
نرخ بهره در واقع هزینه ایست که باید برای دریافت اعتبار بپردازید.

## فرمول نرخ بهره
در حال حاضر اقساط به شکل‌های مختلفی پرداخت می‌شود. یکی از معمول‌ترین آن‌ها نوع قسط ثابت آن است. به این ترتیب که وام‌گیرنده مبلغ ثابتی را از ابتدا به وام دهنده در بازه‌های زمانی ثابت می‌دهد تا بدهی (شامل مبلغ وام و بهره آن) به اتمام برسد. روش دیگر، پرداخت پلکانی است که با گذر زمان، مبلغ قسط نیز افزایش می‌یابد. برای روش قسط ثابت، معادلهٔ سود به راحتی قابل محاسبه است.
متغیرها را به صورت زیر در نظر می‌گیریم:
{\displaystyle C}: مبلغ وام
{\displaystyle Q}: مبلغ قسط
{\displaystyle P}: نرخ سود بانکی به اضافهٔ یک، یعنی اگر سود برابر ۱۶٪ باشد P برابر ۱٫۱۶ می‌شود.
{\displaystyle C_{i}}: باقی‌مانده قسط پس از پرداخت در دوره {\displaystyle i}-ام
به این ترتیب می‌توان نوشت:
{\displaystyle C_{0}=C}
{\displaystyle C_{1}=PC_{0}-Q}
{\displaystyle C_{2}=PC_{1}-Q=P(PC_{0}-Q)-Q=P^{2}C_{0}-Q(P+1)}
{\displaystyle C_{3}=PC_{2}-Q=P^{3}C_{0}-Q(P^{2}+P+1)}
و در نتیجه در حالت کلی داریم:
{\displaystyle C_{i}=P^{i}C_{0}-Q(P^{i-1}+P^{i-2}+...+P+1)}
معادلهٔ بالا دارای فرم بسته به صورت زیر است:
{\displaystyle C_{i}=P^{i}C_{0}-Q{P^{i}-1 \over P-1}}
حال اگر بخواهیم پس از پرداخت {\displaystyle N} دوره قسط تمام شود باید داشته باشیم {\displaystyle C_{N}=0} و در نتیجه:
{\displaystyle Q={P^{N}(P-1) \over P^{N}-1}C_{0}}
یک نکته در مورد این معادله باید در نظر گرفته شود. در این معادله نرخ سود برحسب مدت دوره در نظر گرفته شده باشد؛ یعنی اگر به صورت معمول نرخ سالانه مد نظر باشد، فرض بر این است که پرداخت نیز هر یک سال انجام می‌پذیرد. به عنوان مثال اگر اقساط ماه به ماه پرداخت گردد، بانک باید سود مبلغ پرداخت شده در طی سال را از مبلغ طلب خود کم کند. کل محاسبات بالا همچنان قابل استناد است به شرطی که به جای سود سالانه، سود ماهانه محاسبه گردد. سود ماهانه نیز برابر ریشهٔ دوازدهم سود سالانه می‌باشد:
{\displaystyle P_{m}={\sqrt[{12}]{P_{y}}}={P_{y}^{1 \over 12}}}
مثلاً برای نرخ سود ۱۶٪ داریم:
{\displaystyle P_{m}=(1.16)^{1 \over 12}=1.012445137919714}
و این یعنی سود ماهانه چنین وامی ۱٫۲۴٪ می‌باشد.